# 小寶島
小寶島（日语：／ Kodara-jima）是吐噶喇群島中的一個島嶼。
行政區劃上，屬於日本鹿兒島縣鹿兒島郡十島村。大字小寶島的郵政編碼為891-5205。截止2015年12月31日，島上有人口58人。